# José Luis Carreira
José Luis Carreira Vázquez (ur. 30 marca 1962 w Madrycie) – hiszpański lekkoatleta, średniodystansowiec, medalista halowych mistrzostw Europy.

## Kariera sportowa
Odpadł w półfinale biegu na 800 metrów na mistrzostwach Europy juniorów w 1981 w Utrechcie.
Zdobył brązowy medal w biegu na 1500 metrów na halowych mistrzostwach Europy w 1985 w Pireusie, przegrywając jedynie ze swym rodakiem José Luisem Gonzálezem i Marcusem O’Sullivanem z Irlandii. Na kolejnych halowych mistrzostwach Europy w 1986 w Madrycie zdobył srebrny medal w tej konkurencji, ponownie za Gonzálezem, a przez Hanem Kulkerem z Holandii.
Zwyciężył w biegu na 1500 metrów na mistrzostwach ibero-amerykańskich w 1986 w Hawanie. Zajął 9. miejsce w tej konkurencji na mistrzostwach Europy w 1985 w Stuttgarcie.
Zajął 7. miejsce w biegu na 3000 metrów na halowych mistrzostwach świata w 1989 w Budapeszcie, a także 3. miejsce w biegu na 5000 metrów  w zawodach pucharu świata w 1989 w Barcelonie.
Był mistrzem Hiszpanii w biegu na 5000 metrów w 1989, a także halowym mistrzem swego kraju w biegu na 1500 metrów w 1985 i 1986.
Rekordy życiowe Carreiry:
- bieg na 1500 metrów – 3:35,56 (6 sierpnia 1986, A Coruña)
- bieg na milę – 3:55,94 (4 czerwca 1987, Madryt)
- bieg na 2000 metrów – 4:57,53 (7 września 1986, Santander)
- bieg na 3000 metrów – 7:44,04 (28 maja 1987, Sewilla)
- bieg na 5000 metrów – 13:25,94 (10 września 1989, Barcelona)
- bieg na 1500 metrów (hala) – 3:38,77 (1 marca 1986, Oviedo)
- bieg na 3000 metrów (hala) – 7:51,98 (4 marca 1989, Budapeszt)